# Svend Heinild
Svend Ove Heinild ( født 18. maj 1907 Værslev, Kalundborg, død 1. januar 1994) var en dansk læge, professor og forfatter.
Han var i perioden 1957-1968 overlæge på Refsnæs Kysthospitals børneafdeling.

## Hæder
- 1968 PH-prisen
- 1981 LO's kulturpris[1]